# (73418) 2002 LK36
(73418) 2002 LK36 – planetoida z pasa głównego asteroid okrążająca Słońce w ciągu 7,96 lat w średniej odległości 3,98 j.a. Odkryta 9 czerwca 2002 roku.